# Swiss Indoors 2012
Swiss Indoors Basel 2012 — тенісний турнір, що проходив на кортах з твердим покриттям у місті Базель, Швейцарія з 22 жовтня . Належав до категорії ATP World Tour 500.

## Фінальна частина

### Одиночний розряд
Хуан Мартін дель Потро —  Роджер Федерер 6–4, 6–7(5–7), 7–6(7–3)

### Парний розряд
Деніел Нестор /  Ненад Зімоньїч —  Трет Х'юї /  Домінік Інглот 7–5, 6–7(4–7), [10–5]